# Hu (achternaam)
Hu (胡) is een Chinese familienaam. In Hongkong wordt deze naam door HK-romanisatie geromaniseerd als Wu. Hu (胡) staat op de 158e plaats in de Baijiaxing. In 2006 stond het op de 15e plaats van meest voorkomende familienaam in China. De letterlijke betekenis van deze naam is barbaar. Andere familienamen die in pinyin ook als Hu worden geromaniseerd zijn: 瓠, 護, 戶, 扈, 虎, 呼, 忽 en 斛.
- Koreaans: 호 / Ho
- Vietnamees: Hồ / /ho21/

## Bekende personen met de naam 胡
- Hu Jintao
- Hồ Chí Minh
- Myolie Wu
- Wu Fung
- Jack Wu
- monarchie van de Ho-dynastie